# Bitwa pod Toba-Fushimi

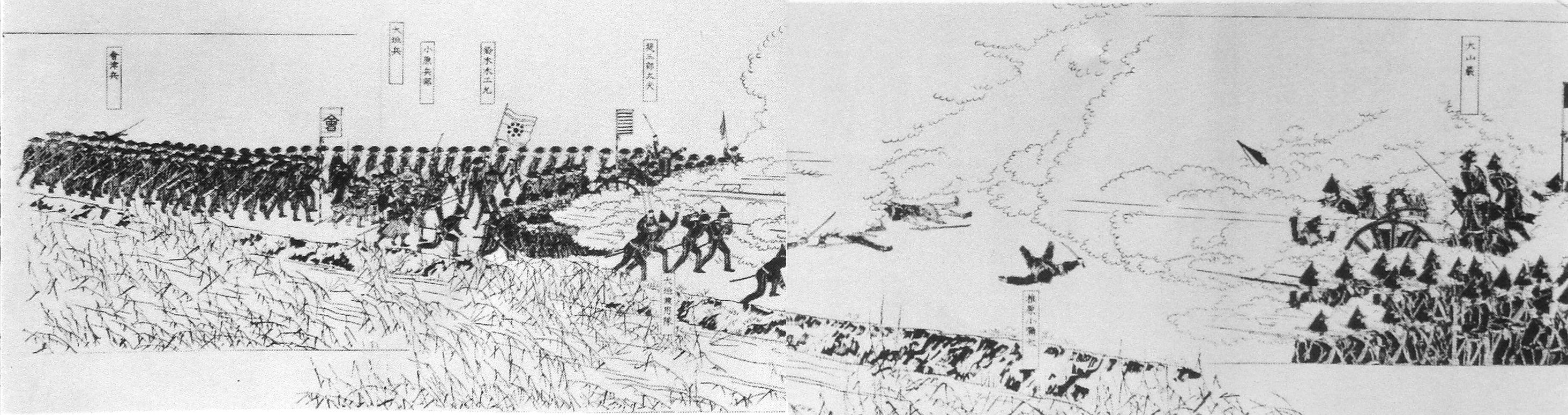
Starcie pod Tominomori

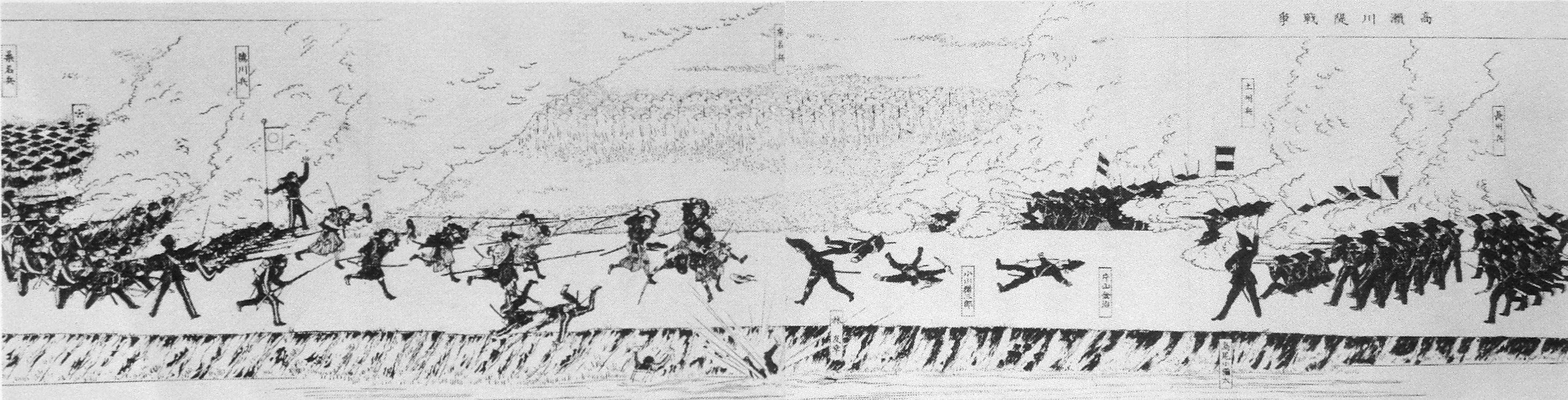
Starcie nad kanałem Takase

Bitwa pod Toba-Fushimi (jap. 鳥羽・伏見の戦い Toba-Fushimi no tatakai) – pierwsza większa bitwa wojny boshin, w której pod Fushimi starły się procesarskie siły domen Satsumy, Chōshū oraz Tosy z wojskami siogunatu Tokugawów. Zakończyła się zdecydowanym zwycięstwem stronnictwa cesarskiego.

## Tło
4 stycznia 1868 roku proklamowano restaurację rządów cesarskich. Siogun Yoshinobu Tokugawa zrezygnował wcześniej ze swojej nadrzędnej funkcji, godząc się na "bycie instrumentem do wypełniania" cesarskich rozkazów. Siogunat Tokugawów przeszedł do historii. Choć rezygnacja Yoshinobu stworzyła nominalną pustkę na najwyższych szczeblach władzy, nadal funkcjonował jego aparat państwowy. Co więcej, siogunacki rząd, a zwłaszcza ród Tokugawów, zachowując wiele mocy wykonawczych, pozostawał prominentną siłą zmieniającej się sceny politycznej, co samurajowie z Satsumy i Chōshū uznali za niedopuszczalne.
Choć większość cesarskiego zgromadzenia doradczego była zadowolona z takiego obrotu spraw i zamierzała współpracować z Tokugawą (zgodnie z koncepcją polityczną, skoncentrowaną na systemie parlamentarnym), Takamori Saigō chciał zmusić zgromadzenie do zniesienia tytułu „sioguna” oraz konfiskaty wszelkich ziem Yoshinobu.
Początkowo zgodziwszy się na żądania strony cesarskiej, 17 stycznia 1868 roku Yoshinobu zadeklarował „że proklamacja restauracji nie jest dla niego wiążąca i odwołał się do dworu, aby ją cofnęła”. 24 stycznia zadecydował o przygotowaniu ataku na Kioto, zajętego przez wojska Satsumy i Chōshū. Na decyzję wpłynął fakt licznych podpaleń w Edo, które rozpoczęły się od spalenia zewnętrznych umocnień zamku Edo, głównej rezydencji Tokugawów.

## Przygotowania

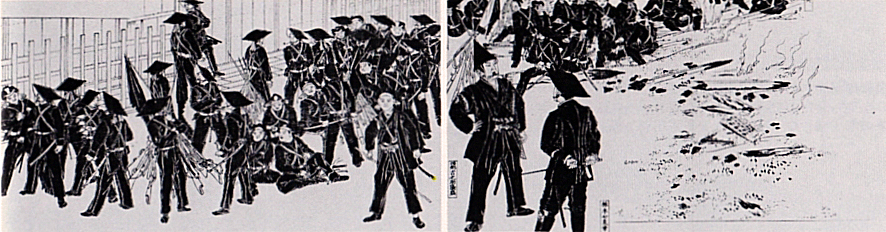
Takamori Saigō (w wysokim hełmie) dokonuje inspekcji wojsk Chōshū pod Fushimi

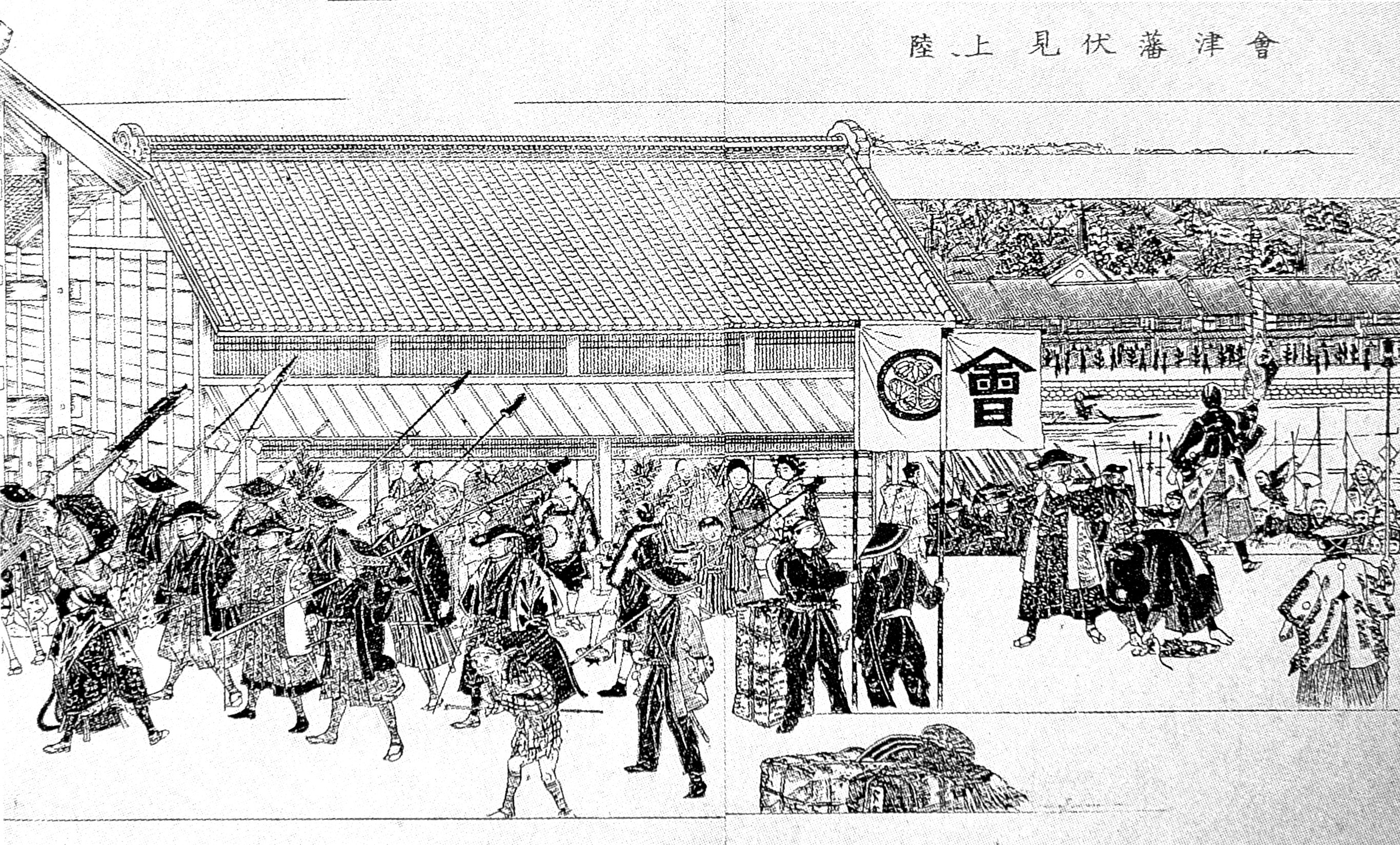
Oddziały Aizu wysiadające w Fushimi

Bitwa rozpoczęła się, kiedy siły siogunatu ruszyły na Kioto, aby dostarczyć list od Yoshinobu, ostrzegający cesarza o intrydze knutej przez samurajów Satsumy oraz popierających ich pałacowych oficjeli (wśród nich Tomomi Iwakura).
Licząca 15 000 żołnierzy armia sioguna miała przewagę w stosunku 3:1 nad stronnictwem cesarskim i składała się głównie z sił Kuwany oraz Aizu, wspartych przez Shinsengumi. Choć niektórzy wojownicy byli najemnikami, inni byli wyszkoleni przez francuskich doradców wojskowych. Niektórzy wystawieni w przednich liniach byli wyposażeni w archaiczne naginata i miecze. Siły Aizu były kombinacją nowoczesnych żołnierzy oraz samurajów, podobnie jak siły Satsumy (choć w mniejszym stopniu). Siły siogunatu posiadały prawie całkowicie wyposażone oddziały, wojska Chōshū były zaś najnowocześniejsze. Wedle Conrada Totmana:

W kwestii organizacji oraz uzbrojenia cztery główne z zaangażowanych sił należy zaszeregować w takim porządku: Chōshū jako najlepszą, piechota siogunatu następna, później Satsuma, a na końcu Aizu oraz wasale feudalni.

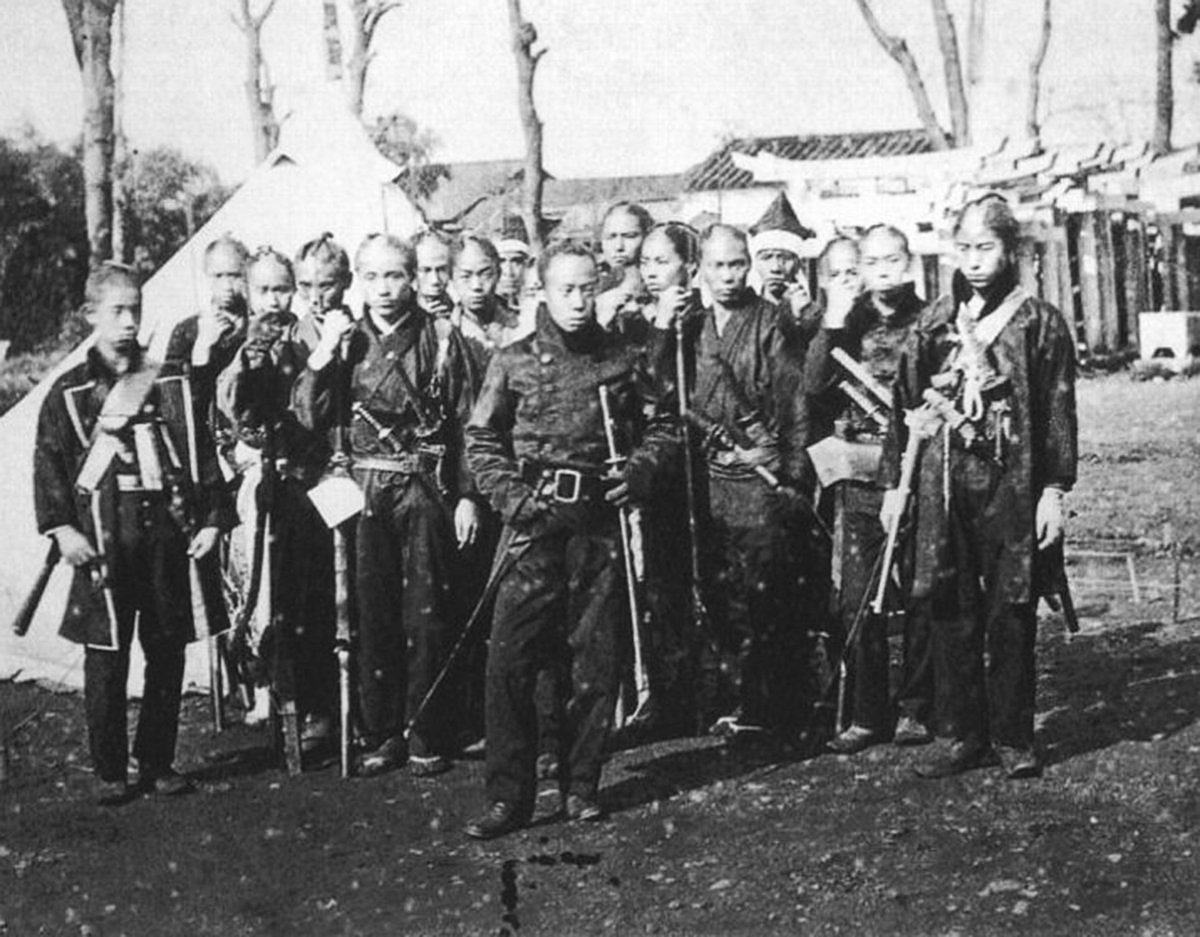
Żołnierze siogunatu w zachodnich mundurach

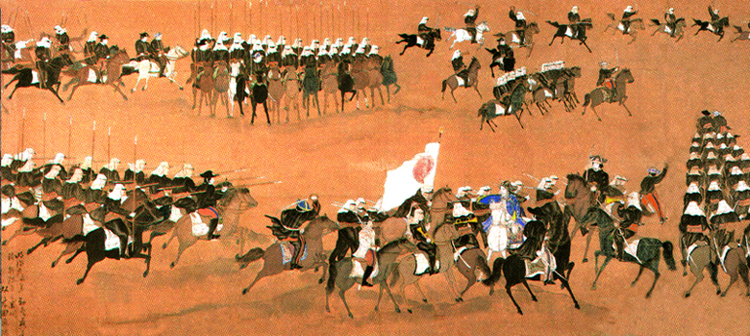
Oddziały szkolone przez Francuzów (denshūtai)

Wojskom siogunatu brakowało zapału do walki, co wnioskować można po wielu nienaładowanych karabinach żołnierzy stojących w awangardzie. Problemem było także zmotywowanie oraz akuratne przywództwo.
Wojsk Chōshū i Satsumy było trzy razy mniej, jednak wyposażone w nowoczesne haubice Armstronga, karabiny ładowane pociskami Minié oraz kilka kartaczownic Gatlinga. Siłom sioguna brakowało ekwipunku – oddziały elitarne natomiast były wytrenowane przez francuskich wojskowych. Siogun polegał także na żołnierzach dostarczanych przez sprzymierzone domeny, te posiadały jednak przestarzałą broń i stosowały archaiczne metody walki.
Royal Navy, sprzyjająca Satsumie i Chōshū, utrzymywała silną flotę w zatoce Osaka, co zmusiło siogunat do obsadzenia tamtejszego zamku silnym kontyngentem, który w innych okolicznościach mógłby brać udział w ofensywie na Kioto. Zachodnia obecność była łączona z niedawnym otwarciem na handel międzynarodowy portów w Osace oraz Hyōgo (obecnie Kobe), które to wydarzenie miało miejsce 1 stycznia 1868 roku.
Siogun podczas trwania bitwy leżał w łóżku złożony chorobą.

## Wydarzenia 27 stycznia
27 stycznia Yoshinobu Tokugawa, znajdujący się w zamku Osaka, rozkazał oddziałom marsz na Kioto dwoma głównymi trasami: Toba-kaidoō i Fushimi-kaido. Razem do ofensywy ruszyło około 13 000 żołnierzy – marsz odbywał się szeroką ławą, co spowodowało, że do bitwy pod Toba-Fushimi przystąpiło 8 500 ludzi. Głównodowodzącym operacją został Shigekata Takenaka.

### Starcie pod Tobą

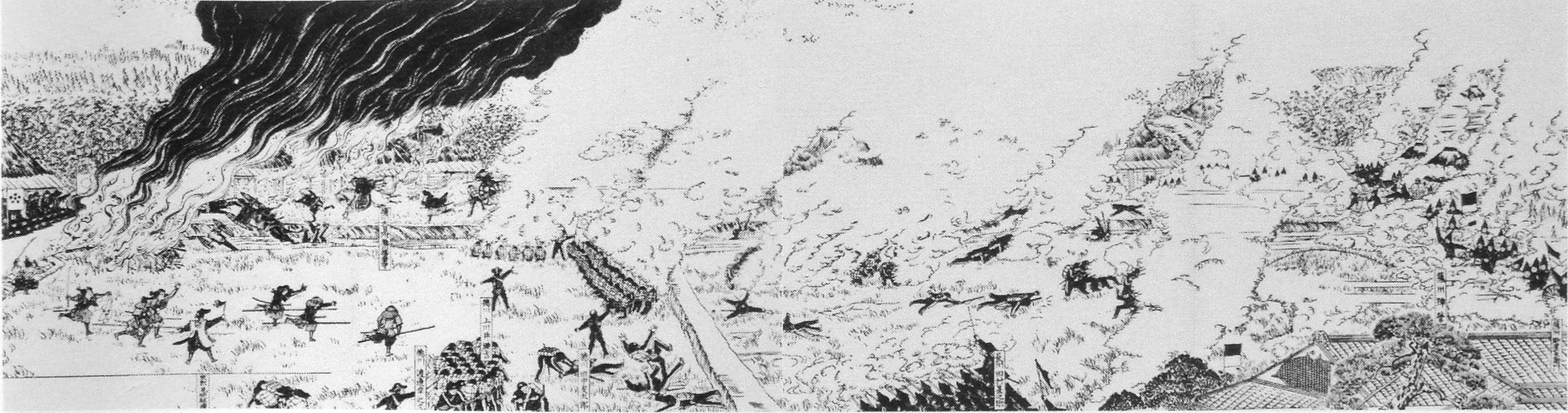
Starcie pod Tobą 27 stycznia; siły siogunatu po lewej, Satsumy po prawej, za mostem Koeda, a Chōshū na dole po prawej

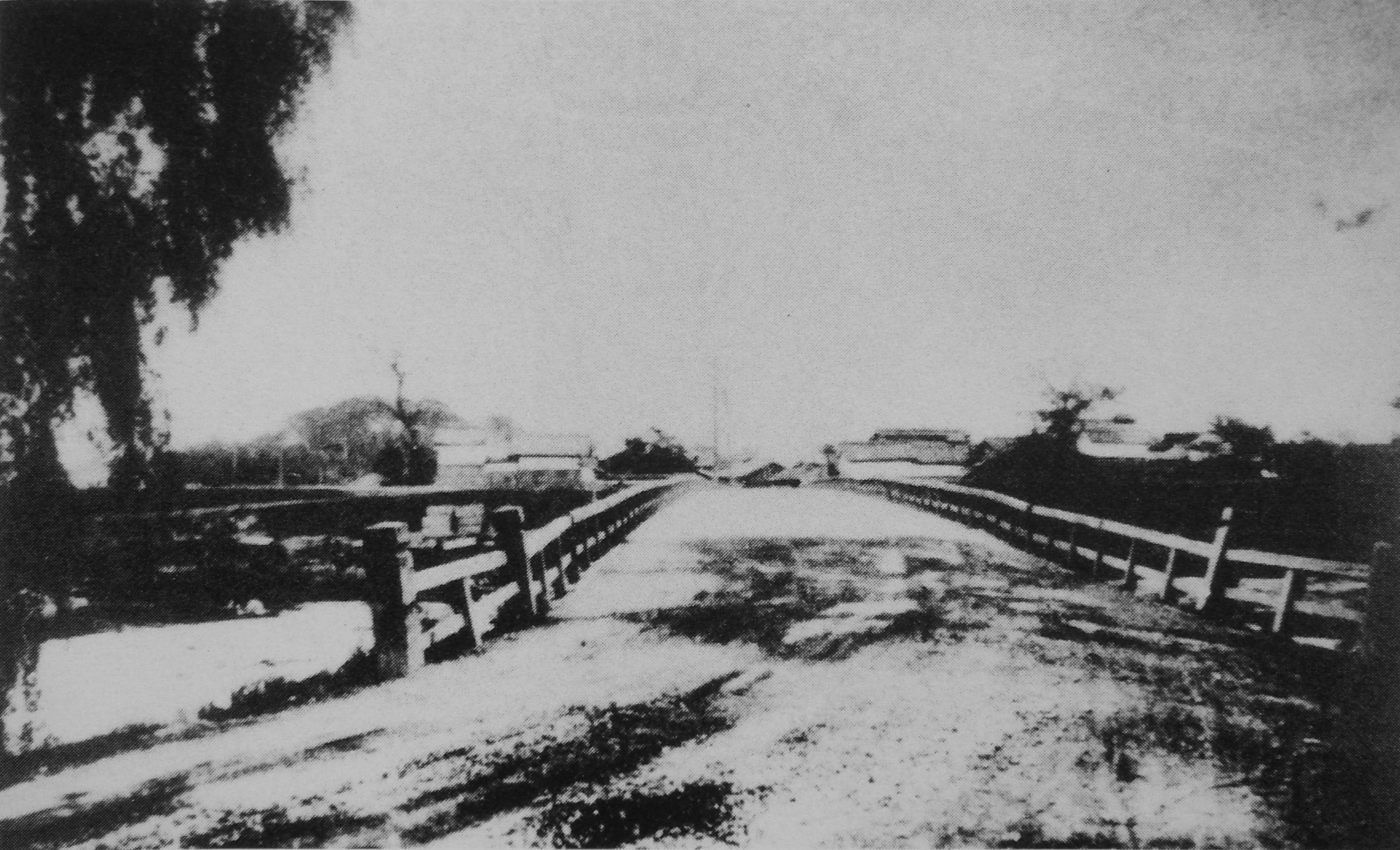
Most Koeda, gdzie rozpoczęły się walki

Siły siogunatu, dowodzone przez Tadayukiego Ōkubo i liczące ok. 2000-2500 ludzi, ruszyły na Tobę. Około godziny 5 po południu oddział liczący około 400 członków Mimawarigumi pod Tadasaburō Sasakim, wyposażony w piki i częściowo w broń palną, dotarł do obsadzonej przez żołnierzy Satsumy zapory na moście Koeda (dziś część dzielnicy Minami-ku). Za nimi postępowały dwa bataliony piechoty pod Kōtarō Tokuyamą z pustymi magazynkami w karabinach, jako że nie spodziewano się prawdziwej bitwy, oraz osiem kompanii z Kuwany, wyposażonych w cztery działa. W starciu brały także wojska z Matsuyamy i Takamatsu oraz kilka innych formacji, lecz brakowało kawalerii i artylerii. Przed nimi znajdował się kontyngent około 900 okopanych żołnierzy oraz cztery działa.
Nie pozwoliwszy siłom sioguna na bezpieczne przejście, żołnierze Satsumy otworzyli ogień z flanki – były to pierwsze strzały wojny boshin. Pocisk z działa broniących eksplodował na łożu armaty znajdującej się w pobliżu siogunackiego dowódcy Tomotaki Takigawy, w efekcie czego spłoszony koń zrzucił jeźdźca i pogalopował w dal, czyniąc wyłom w kolumnie nacierających, siejąc panikę i powodując nieład. Atak Satsumy był szybki i zdecydowany, zmuszając wojska sioguna do odwrotu.

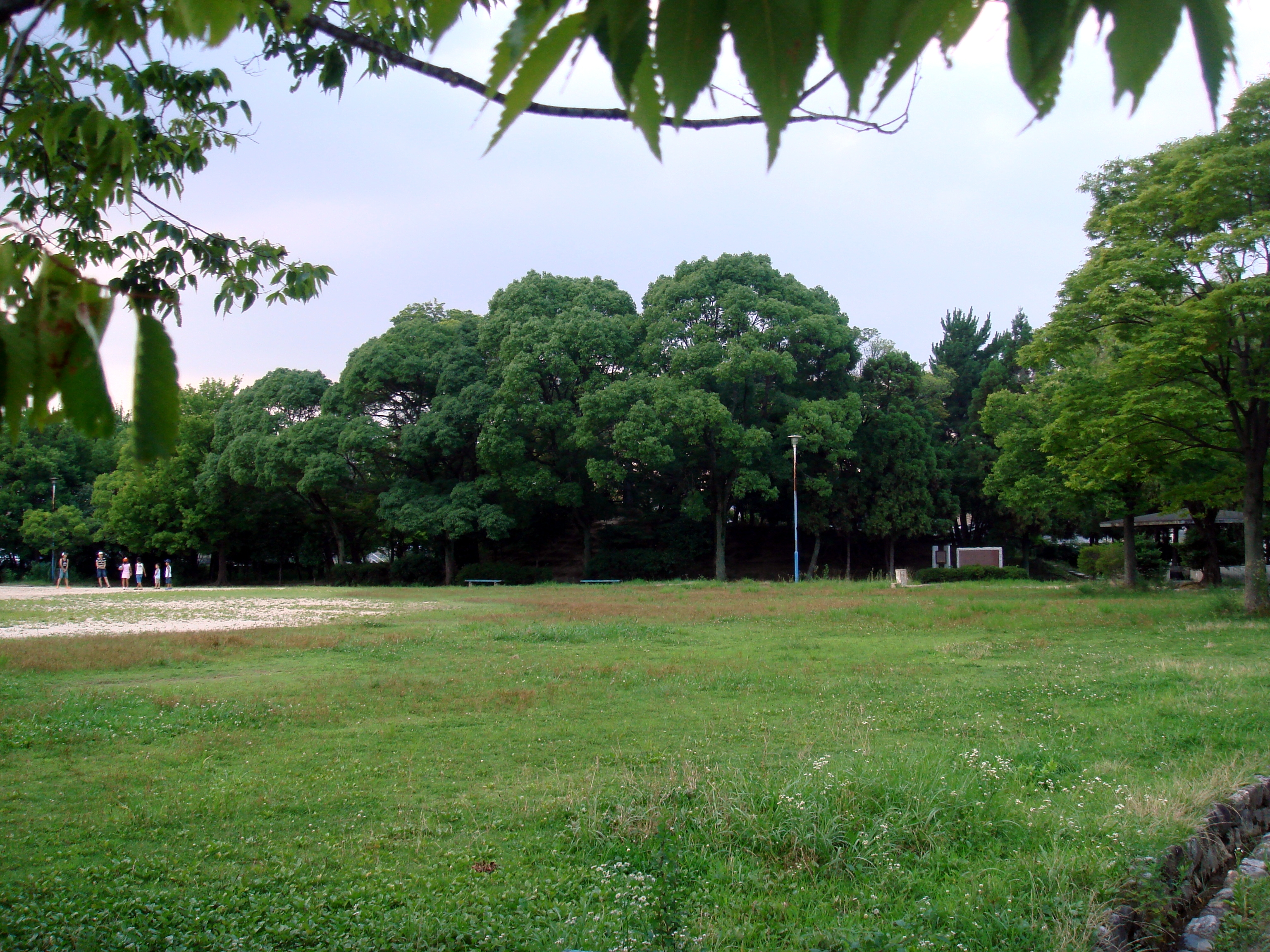
Pole bitwy pod Tobą, dziś park Toba Rikyū-ato Kōen

Sasaki nakazał swoim ludziom zaszarżowanie na działowych Satsumy – uzbrojeni w piki i miecze wojownicy Mimawarigumi ginęli masowo. Pośród rozgardiaszu w miejscu trwały oddziały z Kuwany oraz jedna jednostka Shigeakiego Kuboty. Uciekający podpalili kilka domów po drodze, co uczyniło ich łatwiejszym celem dla snajperów. Pod koniec nocy sytuacja ustabilizowała się z przybyciem kolejnych oddziałów z Kuwany.
Dziś pole bitwy pod Tobą jest parkiem publicznym o nazwie Toba Rikyū-ato Kōen, w którym stanął pomnik. Znajduje się on pomiędzy mostem Koeda, gdzie stały wojska Satsumy oraz chramem Jōnan-gū, gdzie znajdowała się kwatera główna wojsk cesarskich.

### Starcie pod Fushimi

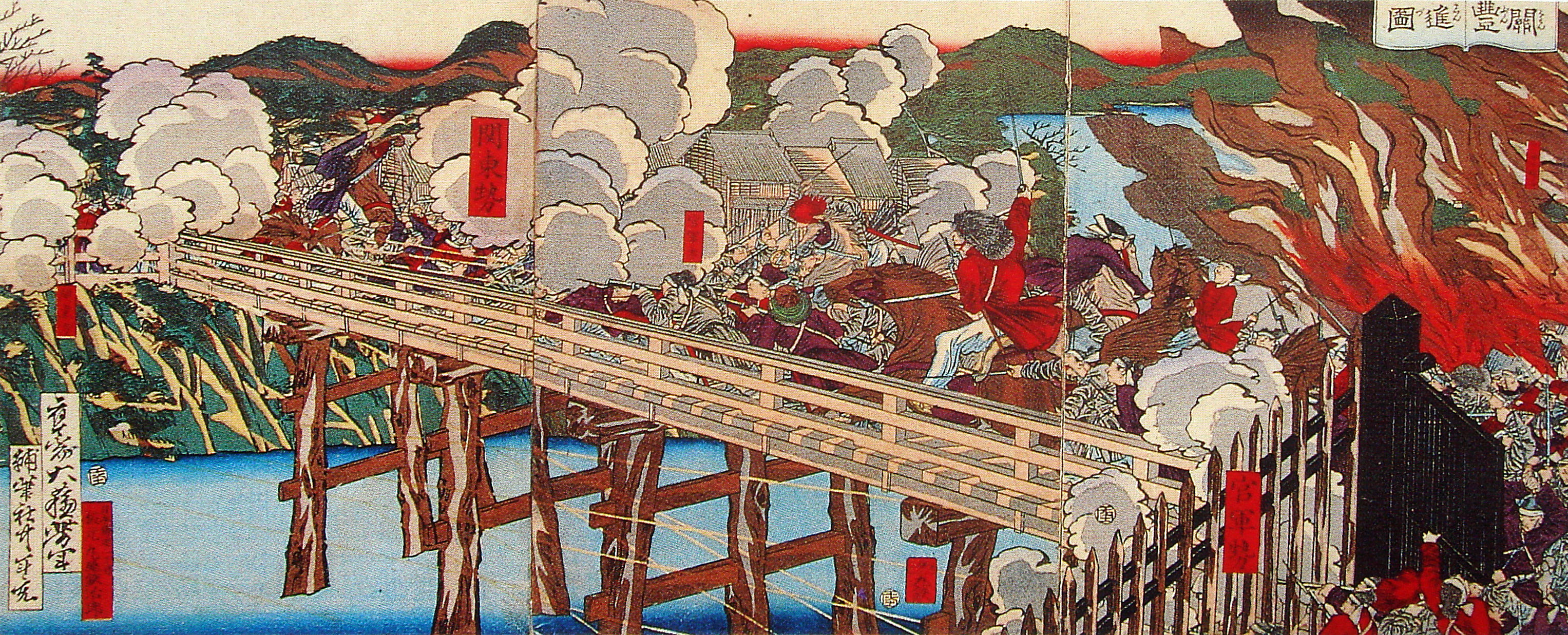
Starcie pod Fushimi na moście Bungo; wojska cesarskie po prawej, siogunatu po lewej

Tego samego dnia kontyngent sił Satsumy i Chōshū starł się z wojskami sioguna w nierozstrzygniętej bitwie pod leżącym dalej na południowy wschód Fushimi. Żołnierze Satsumy i Chōshū otworzyli ogień usłyszawszy huk dział spod Toby. Siły sioguna składały się z oddziałów tradycyjnych, Shinsengumi oraz żołnierzy z Aizu.

## Wydarzenia 28 stycznia

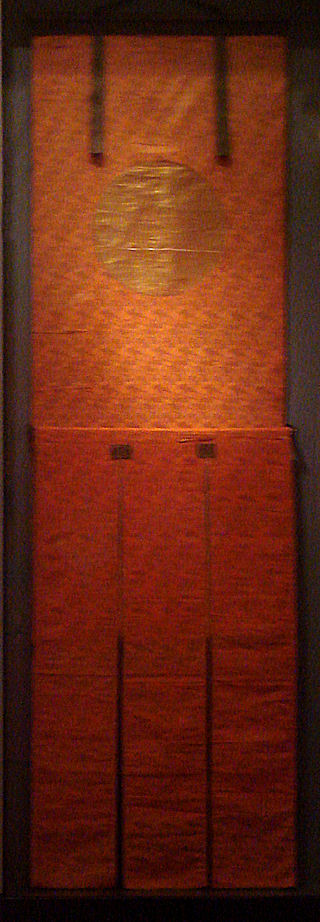
Proporzec cesarski używany pod Toba-Fushimi

28 stycznia Tomomi Iwakura przekazał Takamoriemu Saigō oraz Toshimichiemu Okubo sfałszowane rozkazy od cesarza Mutsuhito, ogłaszające Yoshinobu Tokugawę wrogiem dworu, zezwalające na jego likwidację oraz udzielające zgodę na użycie cesarskich, brokatowych sztandarów. Sztandary również były podróbką wykonaną przez Okubo parę miesięcy wcześniej i przechowywane w Chōshū oraz rezydencji Satsumy w Kioto.
Prócz tego naczelnym dowódcą sił zbrojnych mianowano księcia Komatsu Akihito, liczącego wówczas 22 lat, a dotychczas zamieszkującego buddyjski klasztor Ninna-ji. Choć książę nie posiadał żadnego doświadczenia wojskowego, nominacja przekształciła wojska sojuszu Satsuma-Chōshū w armię cesarską (kangun), która stała się potężnym narzędziem wojny psychologicznej – każdy kto otwierał doń ogień stawał się automatycznie zdrajcą cesarza.
Siły sioguna, znajdujące się pod Tobą, uszły pod Tominomori, gdzie przegrupowały się i utworzyły kwaterę główną.
Tego samego dnia, na pobliskim Morzu Wewnętrznym odbyła się bitwa morska. Było to pierwsze starcie nowoczesnych okrętów wojennych w historii Japonii i zakończyło się drobnym zwycięstwem siogunatu, jednak nie miało ono najmniejszego wpływu na walki lądowe.

## Wydarzenia 29 stycznia

### Starcie pod Tominomori

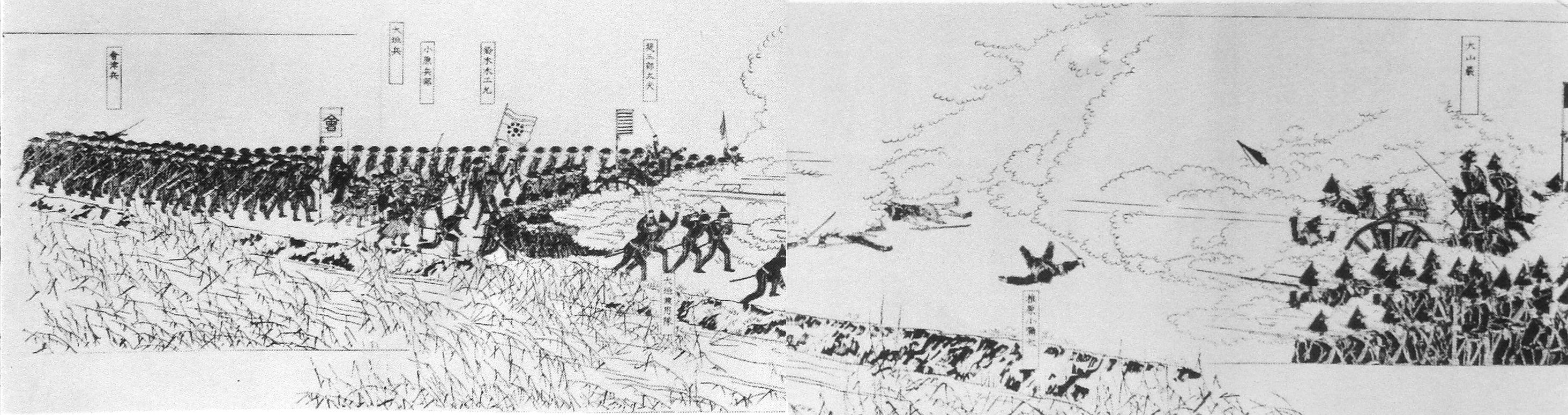
Starcie pod Tominomori, 29 stycznia; siły siogunatu po lewej, po prawej Satsuma i Chōshū

Siły sioguna, które przegrupowały się pod Tominomori, zostały zaatakowane przez żołnierzy Satsumy rankiem 29 stycznia. Około południa za liniami Satsumy i Chōshū pojawił się brokatowy sztandar cesarski. Początkowo żadna ze stron nie rozpoznała znaku. Do obu sztabów rozesłano posłańców, którzy objaśnili czym jest wniesiona flaga. Siły sioguna uległy zmieszaniu, zaś nacierający, podniesieni na duchu, obnażyli miecze i ruszyli do szarży. Wojownicy siogunatu próbowali kontratakować, lecz ulegli i zostali zmuszeni do odwrotu w nieładzie. Popołudniem siły sioguna kontynuowały ucieczkę w kierunku Zamku Yodo.

### Starcie nad Takase

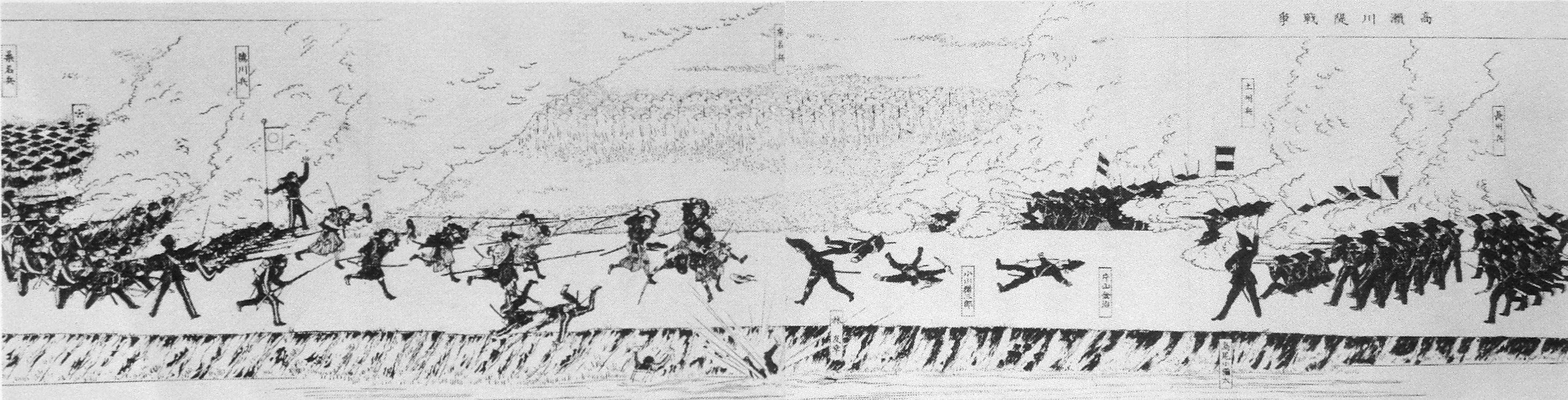
Starcie nad kanałem Takase; siły siogunatu po lewej stronie, po prawej cesarskie wojska Tosy, Chōshū i Satsumy

Wojska biorące udział w starciu pod Fushimi – oddziały z Aizu, Shinsengumi oraz siły rezerwowe yūgekitai – zostały zaatakowane nad kanałem Takase i rzeką Uji rankiem 28 stycznia przez żołnierzy Satsumy-Chōshū i zmuszone do ucieczki po wyczerpującej walce. One także udały się ku zamkowi Yodo.
Siły sioguna próbowały ponownie przegrupować się w zamku Yodo, lecz odmówiono im wstępu, jako że daimyō domeny Yodo postanowił przejść na stronę cesarską po pojawieniu się brokatowego sztandaru. Bramy pozostały zamknięte, mimo próśb uciekających wojsk, zmuszając je do ucieczki w kierunku zamku w Osace. Daimyō strategicznie ulokowanej domeny Tsu poszedł w ślady Yodo dwa dni później.

## Wydarzenia 30 stycznia

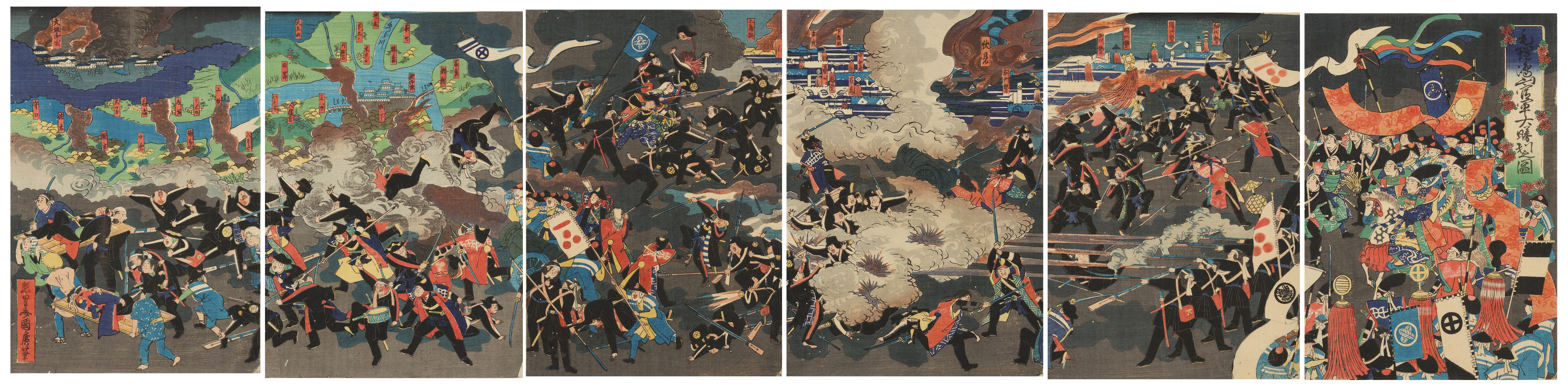
Ucieczka sił siogunatu przed armią cesarską; zamek Yodo w tle

Uchodzące siły siogunatu zmierzały ku zamkowi Ōsaka.
Tam też siogun Yoshinobu Tokugawa zebrał swoich doradców oraz dowódców chcąc zaplanować następne posunięcia i podbudować morale poprzez osobiste dowództwo nad wojskami. Wieczorem jednak uciekł w towarzystwie daimyō Aizu i Kuwany, aby na pokładzie statku "Kaiyō Maru" udać się do Edo.

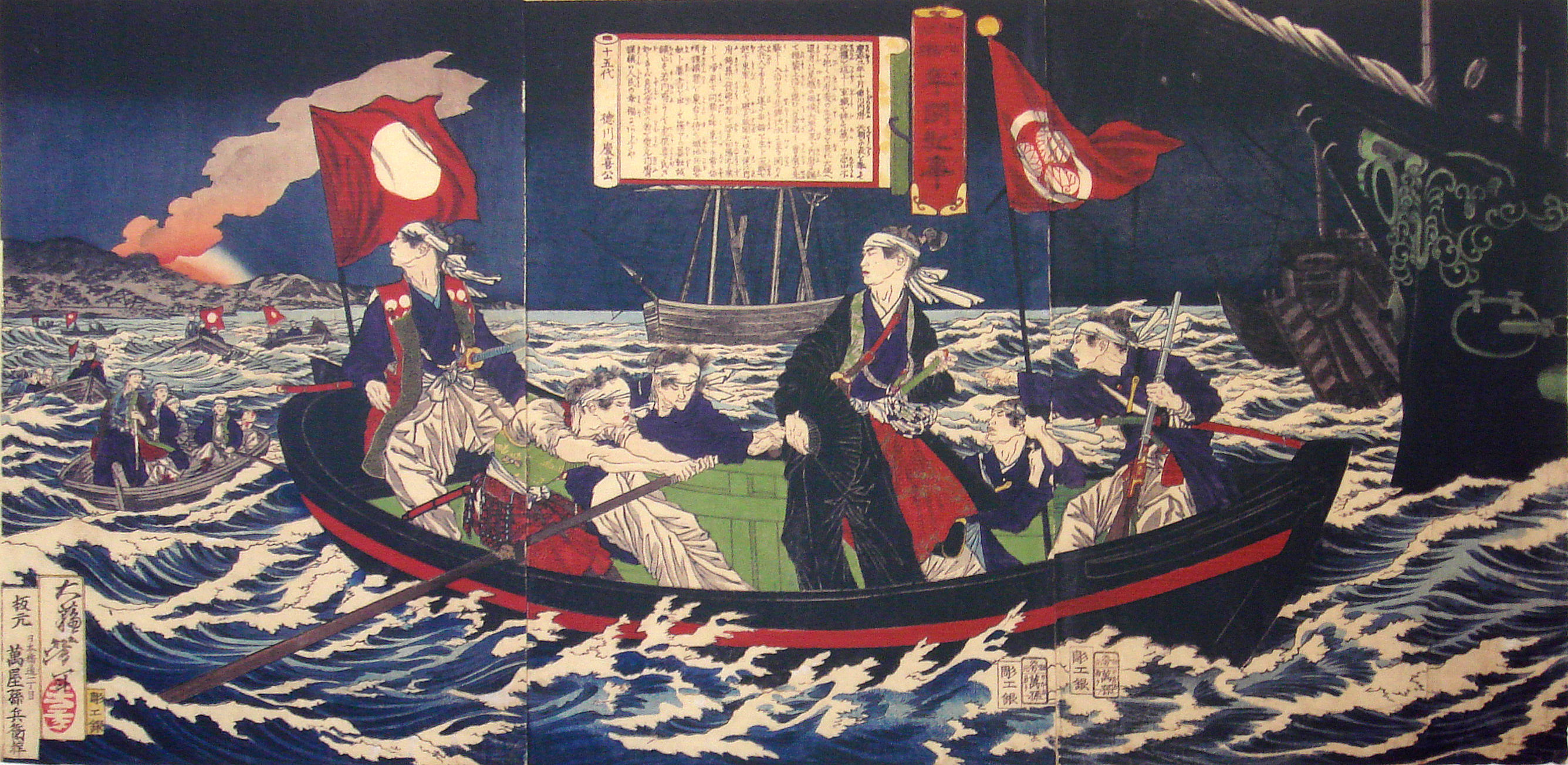
Yoshinobu Tokugawa ucieka do Edo – w tle pożar zamku Osaka

"Kaiyō Maru" nie przypłynął jednak, co zmusiło sioguna do spędzenia nocy na amerykańskim okręcie USS "Iroquois", zakotwiczonym w zatoce. Spóźniona jednostka przybyła następnego dnia.
Zorientowawszy się, że siogun porzucił dowodzenie, resztka wiernych mu do tej pory wojsk opuściła zamek i poddała się wojskom cesarskim. Tokugawa tłumaczył później, iż był zaniepokojony cesarskim poparciem dla działań Satsumy i Chōshū; dodał również, że na widok cesarskiego proporca ustała w nim wszelka chęć do walki.
Francuscy doradcy wojskowi, Jules Brunet i André Cazeneuve, obecni podczas bitwy, opuścili Osakę i powrócili do Edo 14 stycznia wraz z Takeakim Enomoto na pokładzie "Fujisana". Enomoto przywiózł ze sobą dokumenty oraz skarb w postaci 180 000 ryō.

## Konsekwencje

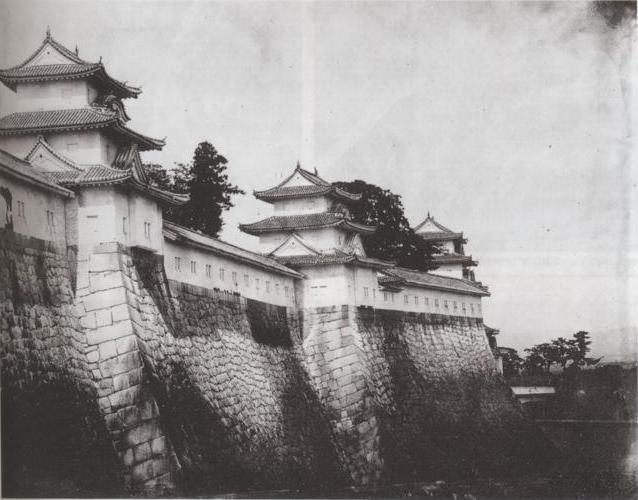
Mury zamku Osaka w 1865 roku

Konsekwencje bitwy były nieproporcjonalnie większe w stosunku do skali samego starcia. Prestiż i morale siogunatu zostały naruszone, wielu neutralnych dotychczas daimyō poparłszy cesarza, wspomogło go pomocą militarną. Źle wykonana próba odzyskania kontroli dokonana przez Tokugawę uciszyła na dworze głosy opowiadające się za pokojowym rozwiązaniem konfliktu. Zamek Ōsaka, ważny symbol supremacji Tokugawów nad zachodnią Japonią, wpadł w ręce sił cesarskich. Zwycięstwo wyznaczyło przyszły, siłowy kurs rozwiązania konfliktu.